# Rhinocricus birivus
Rhinocricus birivus är en mångfotingart som beskrevs av Carl Graf Attems 1943. Rhinocricus birivus ingår i släktet Rhinocricus och familjen Rhinocricidae. Inga underarter finns listade i Catalogue of Life.